# كلتاسر (مقاطعة فومن)
كلتاسر (بالفارسية: کلتاسر) هي قرية تقع في غيلان في إيران. يقدر عدد سكانها بـ 103 نسمة بحسب إحصاء 2016.